# Anosia kotoshonis
Anosia kotoshonis är en fjärilsart som beskrevs av Matsumura 1929. Anosia kotoshonis ingår i släktet Anosia och familjen praktfjärilar. Inga underarter finns listade i Catalogue of Life.